# 불가리아구렁이
불가리아구렁이(영어: Bulgarian ratsnake, 학명: Elaphe quatuorlineata 엘라페 쿠아투오를리네아타[*])는 뱀과 뱀속에 딸린 뱀의 일종이다. 뱀속의 모식종으로, 무독성이고 유럽에서 가장 큰 뱀 중 하나다.
성체는 황갈색 몸통을 따라 네 줄의 어두운 줄이 달린다. 유체는 반면 줄이 없고 백갈색 바탕에 암갈색 얼룩무늬가 있다. 또 하나의 검은 줄이 눈에서 눈물선처럼 달리고, 복면은 크림색에서 흰색 바탕에 어두운 반점들이 있다. 성체는 신장 180 센티미터까지 자랄 수 있으며, 드물게 200 센티미터를 넘기도 한다.
서식지는 이탈리아와 발칸반도 서해안(슬로베니아 해안, 크로아티아 해안, 보스니아 헤르체고비나, 몬테네그로, 알바니아), 그리스의 서쪽 절반, 마케도니아, 불가리아 남서부에서 발견된다. 정확한 개체수와 개체밀도는 아직 불명하다.
불가리아구렁이는 지중해성 기후를 선호하며, 돌담벼락, 소림지, 삼림 가장자리, 버려진 건물 등에 서식한다. 겨울이 되면 버려진 설치류 땅굴에 들어가 4-7마리가 함께 동면한다. 다른 뱀에 비해 덜 공격적이며, 쉿쉿 소리를 내는 일조차 드물다. 아침과 늦은 오후에 주로 활동한다. 무엇이든 잘 기어오르며, 나무 꼭대기에서 발견되기도 한다.
주된 먹이는 토끼, 청설모, 생쥐 등 작은 포유동물들이다. 새나 장지뱀, 막 태어난 거북, 그리고 그것들의 알도 먹는다. 암컷이 수컷에 비해 새를 더 많이 잡아먹는다는 보고가 있다.
교미는 4월에서 5월 사이에 한다. 암컷은 2개월간 임신한 뒤 여름에 알을 낳는다. 한 배에 6-18개의 알을 낳으며 40-60일만에 부화한다.